# ساختمان (بل دشت)
ساختمان هي قرية في مقاطعة بل دشت، إيران. يقدر عدد سكانها بـ 202 نسمة بحسب إحصاء 2016.